# Miguel Vítor
Miguel Ângelo Leonardo Vítor (Torres Vedras, 30 giugno 1989) è un calciatore portoghese naturalizzato israeliano, difensore dell'Hapoel Be'er Sheva e della nazionale israeliana.

## Caratteristiche tecniche
È un difensore centrale.

## Carriera

### Club

#### Gli inizi giovanili e Benfica
Nato a Torres Vedras, Miguel Vítor inizia a calcare i primi campi da calcio nella squadra locale del Torreense, prima di approdare ad 11 anni al Benfica, con cui entra in prima squadra all'inizio della stagione 2007-2008. A causa degli infortuni dei centrali di difesa Luisão e David Luiz, ad agosto 2007 Vítor gioca da titolare l'incontro di campionato contro il Vitória Guimarães e il terzo turno preliminare di Champions League contro il Copenaghen.

#### In prestito al Desportivo Aves
Nel gennaio 2008 viene prestato al Desportivo Aves, in seconda divisione portoghese, insieme al compagno di squadra Romeu Ribeiro. Rimane fino alla fine della stagione, completando sette presenze in campionato.
Tornato al Benfica, gioca due stagioni da comprimario, disputando 18 incontri totali in Primeira Liga e vincendo due Coppe di Lega (2008-2009 e 2009-2010) e un Campionato portoghese (2009-2010).

#### Leicester City
Nel giugno 2010 viene acquistato dal Leicester City, compagine di Championship, dove trova i connazionali Moreno e l'allenatore Paulo Sousa. Il 21 settembre 2010 debutta con la maglia delle Foxes nel corso del terzo turno di Coppa di Lega vinto 2-1 contro il Portsmouth al Fratton Park. Il 6 novembre segna la sua prima rete in carriera, impattando di testa un cross da calcio d'angolo di Martyn Waghorn, in un incontro di campionato vinto 2-0 sul campo del Barnsley. Il 19 dicembre è vittima di uno strappo muscolare durante la partita contro l'Ipswich Town persa dalle Foxes 0-3. L'infortunio lo costringe ad un allontanamento dai campi di tre mesi. Appena tornato dall'indisposizione, il 12 marzo 2011 è autore di una doppietta (la prima della sua carriera) contro lo Scunthorpe (match vinto 3-0). Passa a Leicester una sola stagione, condita da tre reti in 15 presenze.

#### Ritorno al Benfica
Nell'estate 2011, dopo l'esperienza in prestito in Inghilterra, ritorna al Benfica, ritagliandosi però pochissimo spazio (soltanto tre gettoni) in tutta la stagione 2011-2012.
L'anno successivo viene relegato dall'allenatore Jorge Jesus alla squadra riserve degli Encarnados, il Benfica B. Sul finire dell'annata 2012-2013 rifiuta il rinnovo del contratto e nel maggio 2013 si svincola dal Benfica.

#### PAOK
Il 24 giugno 2013 firma un contratto col PAOK, in Super League greca. Il 17 agosto 2013, alla prima presenza con i greci, segna la sua prima rete con la nuova maglia, nel corso del match vinto in casa 3-0 contro lo Skoda Xanthi.
Per tutta la stagione 2014-2015 è il titolare fisso della formazione di Salonicco, disputando 33 incontri ufficiali di campionato e contribuendo al terzo posto finale. Dopo un'ulteriore annata tra le file del PAOK, il 10 giugno 2016 viene annunciato che il suo contratto non sarà prolungato.

#### Hapoel Be'er Sheva
Il 1º luglio 2016, da svincolato, viene prelevato a parametro zero dai campioni israeliani in carica dell'Hapoel Be'er Sheva, con i quali il portoghese sottoscrive un contratto triennale. Alla prima stagione in Israele segna tre gol e conquista il campionato 2016-2017 e la Supercoppa 2017. A titolo individuale, riceve il premio di Calciatore dell'anno del campionato d'Israele. Nel novembre 2017 rinnova il contratto con l'Hapoel Be'er Sheva fino al 2021.
Aggiudicato un altro titolo d'Israele (2017-2018), Vítor diventa capitano della squadra e, insieme ai connazionali David Simão e Josué Pesqueira, vince la Coppa d'Israele 2019-2020, superando in finale l'Hapoel Petah Tiqwa.

### Nazionale
Già convocato per l'under-18 e l'under-19, dal 2008 al 2010 Vítor disputa 16 incontri internazionali con il Portogallo under-21.

## Statistiche

### Presenze e reti nei club
| Stagione                 | Squadra                  | Campionato               | Campionato | Campionato | Coppe nazionali | Coppe nazionali | Coppe nazionali | Coppe continentali | Coppe continentali | Coppe continentali | Altre coppe | Altre coppe | Altre coppe | Totale | Totale |
| Stagione                 | Squadra                  | Comp                     | Pres       | Reti       | Comp            | Pres            | Reti            | Comp               | Pres               | Reti               | Comp        | Pres        | Reti        | Pres   | Reti   |
| ------------------------ | ------------------------ | ------------------------ | ---------- | ---------- | --------------- | --------------- | --------------- | ------------------ | ------------------ | ------------------ | ----------- | ----------- | ----------- | ------ | ------ |
| ago.-dic. 2007           | Benfica                  | PL                       | 2          | 0          | CP+CdL          | 0+0             | 0+0             | UCL                | 2                  | 0                  | -           | -           | -           | 4      | 0      |
| gen.-giu. 2008           | Desp. Aves               | SL                       | 7          | 0          | CP+CdL          | 1+0             | 0+0             | -                  | -                  | -                  | -           | -           | -           | 8      | 0      |
| 2008-2009                | Benfica                  | PL                       | 16         | 0          | CP+CdL          | 0+5             | 0+0             | CU                 | 1                  | 0                  | -           | -           | -           | 22     | 0      |
| 2009-2010                | Benfica                  | PL                       | 2          | 0          | CP+CdL          | 1+0             | 0+0             | UEL                | 4                  | 0                  | -           | -           | -           | 7      | 0      |
| 2010-2011                | Leicester City           | FLC                      | 15         | 3          | FACup+CdL       | 0+2             | 0+0             | -                  | -                  | -                  | -           | -           | -           | 17     | 3      |
| 2011-2012                | Benfica                  | PL                       | 3          | 0          | CP+CdL          | 2+1             | 0+0             | UCL                | 4                  | 0                  | -           | -           | -           | 10     | 0      |
| 2012-2013                | Benfica                  | PL                       | 1          | 0          | CP+CdL          | 0+0             | 0+0             | UCL+UEL            | 0+0                | 0+0                | -           | -           | -           | 1      | 0      |
| Totale Benfica           | Totale Benfica           | Totale Benfica           | 24         | 0          |                 | 9               | 0               |                    | 11                 | 0                  |             | -           | -           | 44     | 0      |
| 2013-2014                | PAOK                     | SLE                      | 20+4       | 4          | KE              | 4               | 0               | UCL+UEL            | 4+4                | 0+1                | -           | -           | -           | 36     | 5      |
| 2014-2015                | PAOK                     | SLE                      | 29+4       | 2          | KE              | 2               | 0               | UEL                | 6                  | 0                  | -           | -           | -           | 41     | 2      |
| 2015-2016                | PAOK                     | SLE                      | 23+3       | 2          | KE              | 5               | 0               | UEL                | 8                  | 0                  | -           | -           | -           | 39     | 2      |
| Totale PAOK Salonicco    | Totale PAOK Salonicco    | Totale PAOK Salonicco    | 72+11      | 8          |                 | 11              | 0               |                    | 22                 | 1                  |             | -           | -           | 116    | 9      |
| 2016-2017                | Hapoel Be'er Sheva       | Lh                       | 12+8       | 2          | CI+CdL          | 0+0             | 0+0             | UCL+UEL            | 4+6                | 0+1                | SI          | 0           | 0           | 30     | 3      |
| 2017-2018                | Hapoel Be'er Sheva       | Lh                       | 7          | 1          | CI+CdL          | 0+0             | 0+0             | UCL+UEL            | 4+2                | 1+0                | SI          | 1           | 0           | 14     | 2      |
| 2018-2019                | Hapoel Be'er Sheva       | Lh                       | 2+7        | 0+1        | CI+CdL          | 1+0             | 0+0             | UCL+UEL            | -                  | -                  | SI          | -           | -           | 10     | 1      |
| 2019-2020                | Hapoel Be'er Sheva       | Lh                       | 23+6       | 2+1        | CI+CdL          | 4+0             | 1+0             | UEL                | 6                  | 0                  | -           | -           | -           | 39     | 4      |
| 2020-2021                | Hapoel Be'er Sheva       | Lh                       | 17+9       | 0          | CI+CdL          | 0+1             | 0+0             | UEL                | 7                  | 1                  | SI          | 0           | 0           | 34     | 1      |
| 2021-2022                | Hapoel Be'er Sheva       | Lh                       | 25+8       | 4+1        | CI+CdL          | 3+2             | 1+0             | UECL               | 6                  | 0                  | -           | -           | -           | 42     | 6      |
| 2022-2023                | Hapoel Be'er Sheva       | Lh                       | 23+7       | 1+1        | CI+CdL          | 0+2             | 0+0             | UECL               | 12                 | 1                  | SI          | 1           | 0           | 45     | 3      |
| 2023-2024                | Hapoel Be'er Sheva       | Lh                       | 20         | 4          | CI+CdL          | 1+1             | 0+0             | UECL               | 4                  | 1                  | -           | -           | -           | 26     | 5      |
| Totale Hapoel Beer Sheva | Totale Hapoel Beer Sheva | Totale Hapoel Beer Sheva | 129+45     | 14+4       |                 | 15              | 2               |                    | 51                 | 5                  |             | 2           | 0           | 242    | 25     |
| Totale carriera          | Totale carriera          | Totale carriera          | 303        | 29         |                 | 38              | 2               |                    | 84                 | 6                  |             | 2           | 0           | 427    | 37     |

### Cronologia presenze e reti in nazionale
| Cronologia completa delle presenze e delle reti in nazionale ― Israele | Cronologia completa delle presenze e delle reti in nazionale ― Israele | Cronologia completa delle presenze e delle reti in nazionale ― Israele | Cronologia completa delle presenze e delle reti in nazionale ― Israele | Cronologia completa delle presenze e delle reti in nazionale ― Israele | Cronologia completa delle presenze e delle reti in nazionale ― Israele | Cronologia completa delle presenze e delle reti in nazionale ― Israele | Cronologia completa delle presenze e delle reti in nazionale ― Israele |
| Data                                                                   | Città                                                                  | In casa                                                                | Risultato                                                              | Ospiti                                                                 | Competizione                                                           | Reti                                                                   | Note                                                                   |
| ---------------------------------------------------------------------- | ---------------------------------------------------------------------- | ---------------------------------------------------------------------- | ---------------------------------------------------------------------- | ---------------------------------------------------------------------- | ---------------------------------------------------------------------- | ---------------------------------------------------------------------- | ---------------------------------------------------------------------- |
| 2-6-2022                                                               | Haifa                                                                  | Israele                                                                | 2 – 2                                                                  | Islanda                                                                | UEFA Nations League 2022-2023 - 1º turno                               | -                                                                      |                                                                        |
| 10-6-2022                                                              | Tirana                                                                 | Albania                                                                | 1 – 2                                                                  | Israele                                                                | UEFA Nations League 2022-2023 - 1º turno                               | -                                                                      |                                                                        |
| 13-6-2022                                                              | Reykjavík                                                              | Islanda                                                                | 2 – 2                                                                  | Israele                                                                | UEFA Nations League 2022-2023 - 1º turno                               | -                                                                      | 78’                                                                    |
| 24-9-2022                                                              | Tel Aviv                                                               | Israele                                                                | 2 – 1                                                                  | Albania                                                                | UEFA Nations League 2022-2023 - 1º turno                               | -                                                                      | 87’                                                                    |
| 17-11-2022                                                             | Petah Tikva                                                            | Israele                                                                | 4 – 2                                                                  | Zambia                                                                 | Amichevole                                                             | -                                                                      | 59’                                                                    |
| 25-3-2023                                                              | Haifa                                                                  | Israele                                                                | 1 – 1                                                                  | Kosovo                                                                 | Qual. Euro 2024                                                        | -                                                                      | 41’                                                                    |
| 28-3-2023                                                              | Carouge                                                                | Svizzera                                                               | 3 – 0                                                                  | Israele                                                                | Qual. Euro 2024                                                        | -                                                                      |                                                                        |
| 9-9-2023                                                               | Bucarest                                                               | Romania                                                                | 1 – 1                                                                  | Israele                                                                | Qual. Euro 2024                                                        | -                                                                      |                                                                        |
| 12-9-2023                                                              | Tel Aviv                                                               | Israele                                                                | 1 – 0                                                                  | Bielorussia                                                            | Qual. Euro 2024                                                        | -                                                                      |                                                                        |
| 12-11-2023                                                             | Pristina                                                               | Kosovo                                                                 | 1 – 0                                                                  | Israele                                                                | Qual. Euro 2024                                                        | -                                                                      | 84’                                                                    |
| 18-11-2023                                                             | Felcsút                                                                | Israele                                                                | 1 – 2                                                                  | Romania                                                                | Qual. Euro 2024                                                        | -                                                                      | 37’                                                                    |
| 21-3-2024                                                              | Budapest                                                               | Israele                                                                | 1 – 4                                                                  | Islanda                                                                | Qual. Euro 2024                                                        | -                                                                      |                                                                        |
| Totale                                                                 |                                                                        | Presenze                                                               | 12                                                                     |                                                                        | Reti                                                                   | 0                                                                      |                                                                        |

## Palmarès

### Club

#### Competizioni nazionali
- Coppa di Lega portoghese: 2

Benfica: 2008-2009, 2009-2010
- Campionato portoghese: 1

Benfica: 2009-2010
- Campionato israeliano: 2

Hapoel Be'er Sheva: 2016-2017, 2017-2018
- Supercoppa d'Israele: 1

Hapoel Be'er Sheva: 2017
- Coppa d'Israele: 3

Hapoel Be'er Sheva: 2019-2020, 2021-2022, 2024-2025

### Individuale
- Calciatore dell'anno (Israele): 1

2016-2017